# Piedicroce
Piedicroce település Franciaországban, Haute-Corse megyében. Lakosainak száma 80 fő (2022. január 1.). Piedicroce Nocario, Campana, Croce, Monacia-d’Orezza, Piazzole, Pie-d’Orezza, Stazzona és Verdèse községekkel határos.

## Népesség
A település népességének változása:
| Lakosok száma | 212  | 164  | 91   | 118  | 119  | 110  | 100  | 82   | 83   | 80   |
|               | 1968 | 1982 | 1990 | 2006 | 2013 | 2015 | 2017 | 2019 | 2020 | 2022 |